# William Shea (acteur)
Pour les articles homonymes, voir William Shea et Shea.
William James O' Shea, connu sous le diminutif William Shea (né le 6 octobre 1856 à Dumfries, en Écosse et mort le 5 novembre 1918  à Brooklyn, dans l'État de New York) est un acteur britannique du cinéma muet qui a fait sa carrière aux États-Unis.

## Filmographie partielle
William Shea a joué dans 173 films.
- 1908 : Romeo and Juliet de J. Stuart Blackton
- 1909 : Le Songe d'une nuit d'été (A Midsummer night's dream) de Charles Kent et J. Stuart Blackton
- 1911 : Un drame d'amour sous la Révolution (A Tale of Two Cities) de William Humphrey
- 1914 : Hearts and Diamonds de George D. Baker
- 1916 : Walls and Wallops de Larry Semon
- 1916 : The Man from Egypt de Larry Semon
- 1917 : Bobby, Movie Director de Wesley Ruggles
- 1920 : La Fille de Malone (A Daughter of Two Worlds) de James Young